# Søren Christensen (fodboldspiller, død 1951)
 Der er flere personer med dette navn, se Søren Christensen.
Søren Christensen (død i juni 1951) var en dansk fodboldspiller. I sin klubkarriere spillede han i perioden 1921-1926 71 kampe for Frem, med hvem han vandt klubbens første danske mesterskab 1923 efter en 2-1 sejr over AGF.

## Eksterne kilder og henvisninger
- Om Søren Christensen Arkiveret 2. februar 2017 hos  Wayback Machine på bkfrem.dk

- Artiklen har ingen egenskaber for sportsdatabaser i Wikidata